# ماریو کاریلو
ماریو کاریلو (ایتالیایی: Mario Carillo؛ ‏ ۱۵ مهٔ ۱۸۸۳ – ۳ دسامبر ۱۹۵۸) بازیگر اهل ایتالیا بود.
از فیلم‌هایی که وی در آن نقش داشته‌است، می‌توان به زندگی خصوصی هلن تروی، رزیتا، عقاب، راز ایو، اخبار داغ، دیپلماسی و تازه ازدواج‌کرده اشاره کرد.